# سكوتي ماكينزي فريزر
سكوتي ماكينزي فريزر (1884-1964) كانت مدرسة ومؤلفة ومحررة صحيفة ومحاضرة وشخصية اجتماعية أمريكية. وأصبحت مدافعة عن حق المرأة بالاقتراع أثناء إقامتها في مدينة نيويورك، وشاركت في تأسيس جمعية دوثان للمساواة في حق الاقتراع بعد انتقالها إلى دوثان، ألاباما. كما أصبحت فريزر متحدثة أربع دقائق خلال الحرب العالمية الأولى.

## النشأة والتعليم
ولدت باسم ماري سكوت (اسمها المستعار «سكوتي») ماكينزي في تالاديغا بولاية ألاباما في 7 سبتمبر عام 1884. وكانت ابنة ويليام وليلى (هود) ماكينزي من تالاديغا، وكان والدها جنديًا كونفدراليًا سابقًا جرى تجنيده في سن السابعة عشرة. كما كانت حفيدة الدكتور روبرت وفرانسيس (وايزنغر) هود من كاهابا بولاية ألاباما، وهو أيضًا جندي كونفدرالي سابق توفي أثناء الحرب الأهلية بسبب ذات الرئة، وكان من نسل لورانس واشنطن، والدكتور هنري وأماندا (تالمادج) ماكينزي، خريج جامعة ترانسيلفانيا السابق وأحد المستوطنين الأوائل في تالاديغا. وكانت من أحفاد توماس ديويت وتابيثا (واشبورن) تالمادج من مقاطعة جيفرسون بولاية كنتاكي، ومردوك وريبيكا (تايسون) ماكينزي وهو أحد مواطني إسكتلندا الذين هاجروا إلى الولايات المتحدة في عام 1802، واستقروا في مقاطعة تشاتهام بولاية كارولاينا الشمالية. كما كانت من أحفاد أحفاد كينيث وكريستي ماكينزي من إسكتلندا، وأحفاد كامبل وتابيثا (دولاني) واشبورن، وهو جندي سابق في الحرب الثورية الأمريكية، وأحفاد بيري وآن تايسون من مقاطعة مور بولاية كارولاينا الشمالية. وأيضًا كانت من أحفاد أحفاد أحفاد دانيال ومارغريت دولاني، وقد أسس الأول مدينة في ماريلند تحمل اسمه. وكانت عائلة دولاني من بين أبرز أعضاء مستعمرة ماريلند، وكان أحد حاملي لقب الأسرة أمين المقاطعة. وكان أول فرد من عائلة هود يذهب إلى ولاية فرجينيا وقد تزوج بأحد أفراد عائلة أروندل الإنجليزية. وأشقاء فريزر هم كلارنس، ومارغريت، وفرانسيس، وويليام، وروبرت، وألين.
تخرجت فريزر من مدرسة تالاديغا الثانوية عام 1901، ومن كلية غادسون، ماريون (درجة وشهادة تدريس، 1903).

## مسيرتها المهنية
درّست سكوتي في المدارس العامة في تالاديغا وغرينفيل بولاية ألاباما، وكلية ألبيرتفيل الزراعية، وانتُخبت مساعدة مديرة كلية غادسون، لكنها تزوجت قبل أسبوعين من افتتاح الكلية. وفي عام 1914 التحقت بكلية الصحافة للدراسات العليا بجامعة كولومبيا، قسم القصة القصيرة، ودرست الخطابة على يد ماري ساندال في قاعة كارنيجي، وحضرت محاضرات في علم النفس.
كانت فريزر كاتبًة للشعر والقصص القصيرة منذ الطفولة. وعملت في الصحف لمدة أربع سنوات في مدينة نيويورك. كما كتبت سلسلة من المقالات بعنوان «الجنوبيون الذين صنعوا الخير في نيويورك» لمجلة مونتغمري أدفرتايزر في عام 1915.
كانت فريزر مساهمة منتظمة في مجلة ذا أميريكان بوتري، وذا نوماد، وذا بيكوك. وظهر شعرها في «اللغة الإنجليزية الصحيحة والمراجعة الأدبية الحالية» (1913)، ومجلة ذا أميريكان بوتري (1919)، وديفيس أنثولوجي أوف نيوزبيبر فيرس (1922)، وإنديانا بوتري (1925)، وأيضا في بريثويت ماغازين أنثولوجي (1922).
في عام 1920 أصدرت فريزر كتابًا من القصائد بعنوان حزمة الأوهام. وقد صرح أحد مراجعي مجلة بيرسون حول كتابها الأشياء التي تخصني (1923)، أن «سكوتي ماكينزي أنتجت ديوانًا من الشعر الحر الخالي من الموسيقى أو الخيال أو أي خاصية أخرى من الشعر». وانتقد العمل بنفس القدر من مراجع بوكمان: «عن الأشياء التي تخصني (ستين هينريشسن) سكوتي ماكينزي فريزر تتغنى بمرح وبلا خجل بعدد قليل من التجاويف الشعرية الغامضة والمستهلكة للوقت. مثل أبو الحناء الذي لا يعرف الكلل - وهو الطائر الذي يمكن أن يطلق عليه التميمة الخاصة بها، كثيرًا ما ترتديه على كتفها - أغنية السيدة فريزر ذات منقار أصفر ومبتذلة، تكاد تكون دجالة، خالية من التميز باستثناء كلمة أو عبارة محسوسة من حين لآخر. إن هذه الكتابة غير المريحة، وهذا السطوع، وهذه اليقظة هي السمة اليائسة لشعرها. ويشعر المرء أن المؤلفة، مثل أبو الحناء، مشغولة جدًا بكونها حازمة بدل الاستماع إلى الغناء الصامت السري الذي يأتي منه الإبداع الحقيقي».
أشرفت فريزر على المصالح التجارية لمستشفى فريزر إليس. وفي 1914-1915 ألقت محاضرات في الشرق حول علم النفس العملي. وشملت موضوعات المحاضرات الأخرى «كيف تصبح رجلًا بقيمة 30 ألف دولار»، و«ماذا يجب أن نفعل بمواهبنا؟»، و«متجر 100 بالمئة»، و«الشعراء المعاصرون». وفي أثناء الحرب العالمية الأولى نظمت عشر مقاطعات لرجال الأربع دقائق؛ وشغلت منصب نائب رئيس قسم المرأة في برنامج رجال الأربع دقائق في ألاباما؛ وتحدثت لصالح سندات الحرية وحملات طوابع مدخرات الحرب.
كانت عضوًا في مجالس الاقتراع المتساوية في ألاباما ورابطة النساء الناخبات. ونادي القلم والفرشاة في مدينة نيويورك؛ ونادي الكتاب في إنديانابوليس بولاية إنديانا؛ ونادي الصحافة والمؤلفين في مونتغمري بولاية ألاباما؛ ونادي القرن الجديد في دوثان؛ وأسست نادي سوروسيس في توماستن بولاية ألاباما، ونادي الكتّاب في دوثان.

## حياتها الشخصية
في 21 أكتوبر عام 1908 تزوجت في تالاديغا بالدكتور ألفريد سميث فريزر. وأقاما في دوثان.
وتوفيت سكوتي ماكينزي فريزر في دوثان بولاية ألاباما في 21 نوفمبر عام 1964.